# الصورة تساوي ألف كلمة

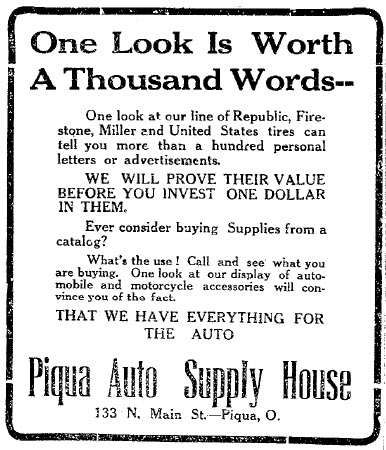

الصورة تساوي ألف كلمة هي عبارة عن تعبير موجود في لغات و ثقافات عدة، وهو يدل على مفهوم ان الفكرة المعقدة يمكن إيصالها فقط من خلال صورة واحدة وهذا التعبير أوصل المعنى أو جوهره الأساسي بشكل أكثر فعالية من الكلام.

## التاريخ
ظهرتعبير «استخدم الصورة فإنها تساوي ألف كلمة» في مقال نشر في جريدة فلاندررعام 1911 نقلاً عن محررها  يتحدث فيه عن الصحافة والدعاية.
ظهرت عبارة مشابهة لها: «نظرة واحدة تساوي ألف كلمة» في اعلان جريدة «فلاندرر» عام 1913 لبيت بيقاوا، أوهايو (2)
يظهر الاستخدام المبكر تماماً  لمثل هذه العبارة  في عام 1918 في إعلان بصحيفة سان انطونيو، والتي ذكر فيه:
يقول أحد عظماء المحررين في البلاد ان صورة واحدة تعادل ألف كلمة:
«لقد مثلت مجلة نور سانت انطونيو المصورة للحرب حقيقة الجملة اعلاه –معتمدة على الاستقبال الحار الذي حصلت عليه من قراء نور الاحد».
ويعتقد البعض ان الاستخدام الحديث لهذة العبارة يعود إلى مقال كتبه فريد ار بارنارد في اعلان المجلة التجارية «حبر الطابعات» للترويج لاستخدام الصور في الإعلانات التي تظهر على جانبي السيارات المارة بالشارع.
وفي 8 ديسمبر1921 قام بارنارد بإصدار اعلان عنوانه «نظرة واحدة تساوي ألف كلمة»، كما اصدر بارنارد أيضا اعلان اخر في 10 مارس 1927، متضمنا عبارة «الصورة الواحدة تساوي عشرة آلاف كلمة» واطلق عليها «المثل الصيني».
واقتبس كتاب الامثال والحكم والمصطلحات الدارجة  عن بارنارد انه سماها بـ«المثل الصيني» حتى يأخذها الناس
على محمل الجد.
ومع ذلك، أصبح هذا المثل بعد فترة وجيزة مشهوراً ونسبت شهرته إلى كونفوشيوس
التعبير الصيني الأصلي «سماع شيء لمئات المرات ليس أفضل من رؤيته مرة واحدة» ويمكن تقديم هذا التعبير الصيني  كمماثل لما قاله واطس: «العرض الواحد يساوي مئة قول»
ولقد نشر هذا مبكراً عام 1966 في كتابٍ عن التصميم الهندسي عند مناقشته لـ الإقناع والبيع
وفِي مارس عام 1911، كتب آرثر بريسبان في نادي الرجال سيواكيوز للدعاية والإعلان «استخدم الصورة فإنها تساوي ألف كلمة»

## الحكمة
على الرغم من التعبير الحديث المستخدم هنا لهذة العبارة الشهيرة، إلا ان كُتاب سابقين قدعبروا أيضا عن  هذه المشاعر.
وعلى سبيل المثال كتب الكاتب الروسي ايفان تورقنيف في كتابه الاباء والأبناء عام 1862: «يريني الرسم بلمحة واحدة ماقد ينشر على عشرة صفحات من كتاب».
وينسب الاقتباس احيانا  باللغة الفرنسية  إلى نابليون بونابرت، الذي قال: «الرسم الجيد أفضل من الكلام الطويل». وترجم هذا الاقتباس إلى «الصورة تساوي ألف كلمة»

## المعارضة
لقد انتقد هذة العبارة «عالم الكمبيوتر جون مكاثي» موضحا فكرة مختلفة قائلاً: «وكما يقول الصينيون، قيمة 1001 كلمة تساوي أكثر مما تساويها الصورة».

## المصدر
الكليشيهات جيمس روجرز
(كتب بلانتين، نيويورك، 1985).
مساعدة:تصنيف